# Mariatorget

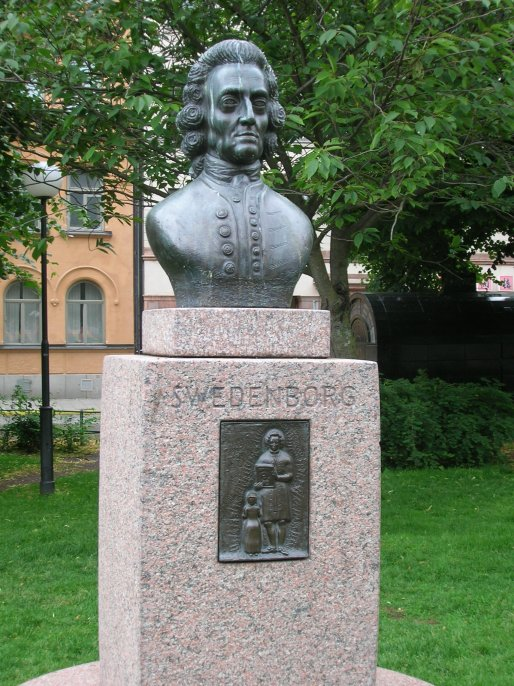
Büste von Emanuel Swedenborg

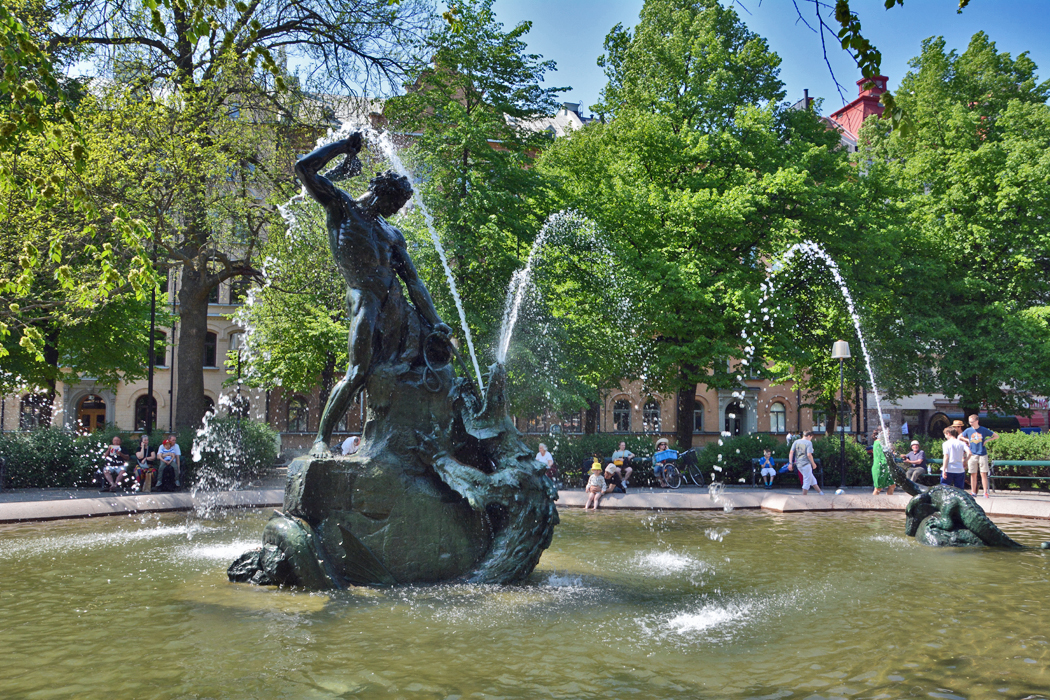
"Tors fiske" im Brunnen

Der Mariatorget (dt. Marienplatz) ist ein kleiner Stadtpark in Södermalm, Stockholm, entstanden Ende der 1760er Jahre. Ursprünglich hieß der Platz Adolf Fredriks torg (Adolf-Friedrich-Platz), benannt nach König Adolf Friedrich, wurde aber 1959 in Mariatorget umbenannt, um Verwechslungen mit der Adolf Fredrikskyrkan (Adolf-Friedrich-Kirche) in Norrmalm zu vermeiden. Der neue Name bezieht sich auf die nahe gelegene Maria Magdalena kyrka (Marien-Magdalenen-kirche).
Nördlich des Parks führt die Straße Hornsgatan, südlich die Straße S:t Paulsgatan entlang. Die Swedenborgsgatan, benannt nach Emanuel Swedenborg, beginnt hier und führt Richtung Süden. Eine Büste von Swedenborg ist im Park aufgestellt. Der Brunnen in der Mitte des Platzes wird durch eine 1903 aufgestellte Skulptur namens „Tors fiske“ von Anders Henrik Wissler gekrönt und stellt den skandinavischen Gott Thor dar und zeigt, wie er die Seeschlange Jǫrmungandr erlegt.
Die kleine Methodistenkirche S:t Paulskyrkan steht am südwestlichen Ende des Platzes. Es handelt sich um die älteste Methodistenbewegung in Schweden. Die Weihe der Kirche erfolgte 1876, die Altarverzierungen entstanden 1894 im Zuge von Renovierungsarbeiten durch Wilhelm Gernandt.
Um den Park herum gibt es einige Cafés und Bars. Das Cafe & Hotel „Rival“, das bis vor kurzem ein Kino war, gehört zum Teil dem ABBA-Sänger Benny Andersson.

## U-Bahn-Station
Die Station von Stockholms Tunnelbana namens Mariatorget ist nahe gelegen, jedoch führt keiner der beiden Aufgänge direkt auf den Platz. Die Station liegt auf der roten Linie und wurde am 4. April 1964 als 48. Station des gesamten U-Bahn-Netzes eröffnet. Die Linien 13 und 14 passieren diese Station. In der U-Bahn-Station befindet sich eine kleine Skulptur namens „Människa och pelare“ von Asmund Arle. Die Skulptur ist schon mindestens achtmal gestohlen worden.